# Greyové

Původní erb rodu Greyů

Greyové jsou starý anglický šlechtický rod připomínaný od 11. století, první titul lorda získali v roce 1299. V 15. století se spříznili s královským rodem Plantagenetů a získali tituly hrabat z Kentu (1465) a markýzů z Dorsetu (1475). Mezi významnou šlechtu patřili již v době válek růží, díky dalším příbuzenským vztahům se v 16. století dostali do nástupnické linie Tudorovců a vlastnili rozsáhlý majetek v šestnácti anglických hrabstvích. V roce 1551 dědictvím získali titul vévody ze Suffolku a dcera prvního vévody Jana Greyová (1537–1554) byla v roce 1553 necelé dva týdny anglickou královnou (známá jako devítidenní královna). V době bojů o trůn celkem tři členové rodu skončili na popravišti, poklesl jejich vliv a přišli také o řadu statků. 
V dalších liniích dosáhl rod nového vzestupu koncem 17. století, několik vzdáleně příbuzných Greyů zastávalo přední úřady ve vládě a u dvora. Ve větvi hrabat z Kentu získali titul vévody (1710), který však zanikl úmrtím prvního nositele Henryho Greye. Na přelomu 18. a 19. století vynikla větev Greyů z Howicku, z níž Charles Grey (1764–1845) byl britským premiérem. V několika generacích jeho potomků dosáhli další Greyové vysokého postavení v politice, armádě, námořnictvu a správě kolonií. Současnými představiteli rodu jsou Philip Kent Grey, 7. hrabě Grey (* 1940), a John Grey, 9. baron Walsingham (* 1925). Řada členů rodu získala nejvyšší anglické vyznamenání Podvazkový řád. Pokud Greyové zasedali v Dolní sněmovně, nejčastěji to bylo za hrabství Northumberland, kde vlastnili největší pozemkový majetek.
Nejznámějšími odkazy na jméno rodu Greyů jsou značka čaje Earl Grey a název kanadské fotbalové trofeje Grey Cup. Po několika členech rodu, kteří působili ve státní a koloniální správě jsou pojmenovány lokality a města v Severní Americe a na Novém Zélandu.

## Historie

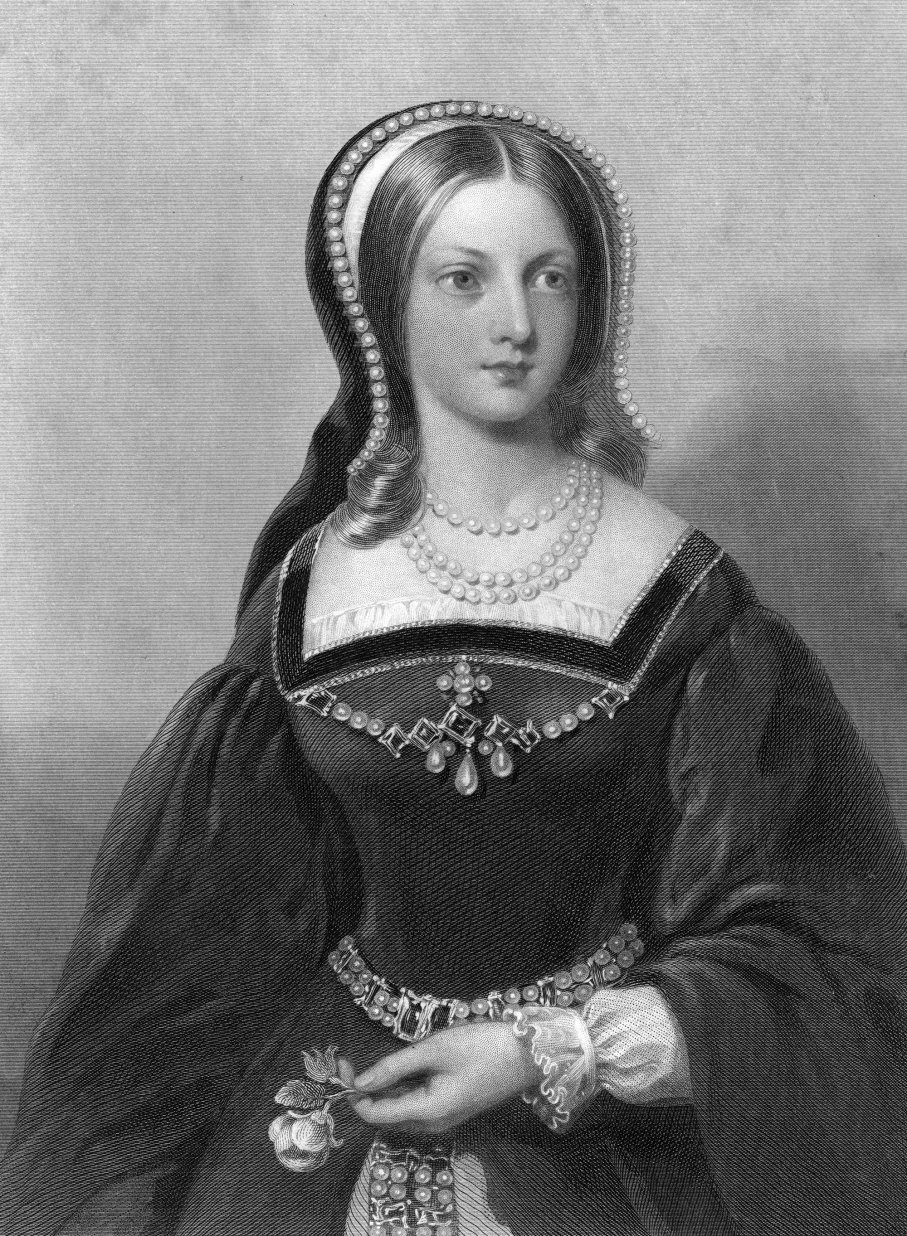
Jana Greyová (1537–1554), anglická královna 10. až 19. července 1553

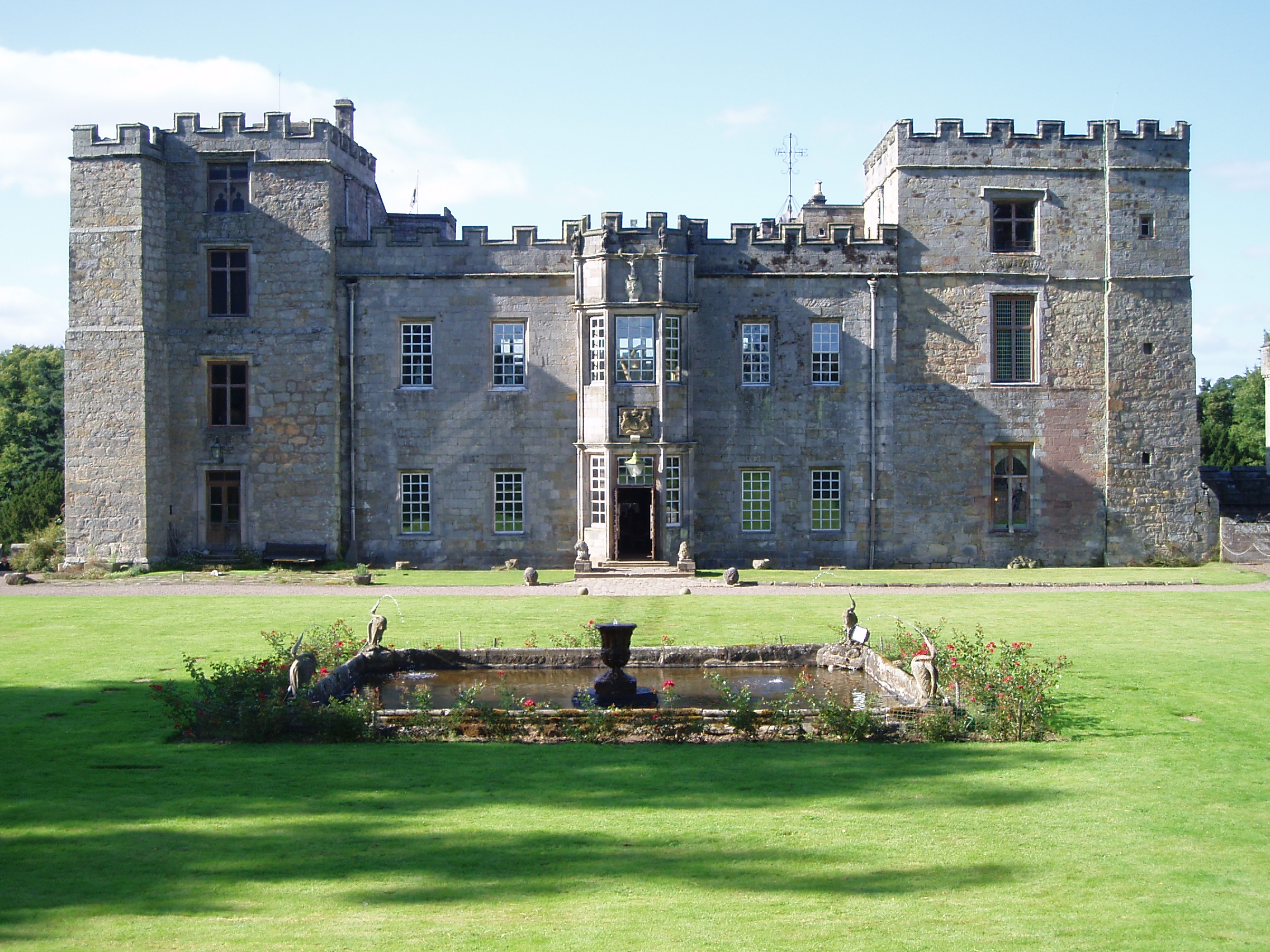
Chillingham Castle (Northumberland), jedno z hlavních rodových sídel Greyů

Prvním prokazatelným předkem je Anchetil de Greye připomínaný ve druhé polovině 11. století, jeho původ mezi normanskou imigrací po příchodu Viléma Dobyvatele je ale nejasný. První peerský titul získal rod Greyů v roce 1299.

### Markýzové z Dorsetu
Na markýze z Dorsetu byl v roce 1475 povýšen Thomas Grey (1455–1501), syn předčasně zemřelého Sira Johna Greye (1432–1461) a nevlastní syn Eduarda IV. Thomasova manželka Cecily Bonville (1460–1529) byla ve své době jednou z nejbohatších dědiček v Anglii a jako majitelka rozsáhlých panství sehrála také důležitou úlohu v době války růží. Hmotného zázemí využil pro svůj vzestup také syn Thomas Grey, 2. markýz z Dorsetu (1477–1530), který byl sice krátce vězněn, ale za Jindřicha VIII. patřil k předním osobnostem královského dvora. Byl rytířem Podvazkového řádu a vlastnil statky v šestnácti anglických hrabstvích. Rodová kariéra vyvrcholila v další generaci za Henryho Greye, 3. markýze z Dorsetu (1517–1554), který dědictvím získal titul vévody ze Suffolku a měl značný vliv za vlády nezletilého krále Eduarda VI. Po králově smrti byla královnou Anglie prohlášena dcera 3. markýze z Dorsetu, Jana Greyová (1537–1553), jako praneteř Jindřicha VII. Královnou ale zůstala jen necelé dva týdny a poté byla spolu s otcem popravena v Toweru (1554). 

### Hrabata z Kentu
Titul hrabat z Kentu získal v 15. století Edmund Grey, syn irského místokrále Sira Johna Greye (1387–1449). Edmund Grey (1416–1490) zastával řadu funkcí a jako lord nejvyšší strážce pokladu byl krátce prvním ministrem (1463–1464). V roce 1465 získal titul hraběte z Kentu, jeho potomci zastávali úřady v regionální správě různých hrabství, nepatřili ale k přední aristokracii. Až Henry Grey, 12. hrabě z Kentu (1671–1740), zastával důležité funkce nejvyššího hofmistra a nejvyššího komořího. V roce 1710 získal titul vévody z Kentu, zemřel ale bez potomstva. Část jeho titulatury přešla na spřízněné rody po ženské linii, tituly spojené se jménem Kentem byly ale později udělovány výhradně mezi členy královské rodiny. 
Majetkem hrabat z Kentu bylo po několik století panství Wrest Park (Bedfordshire). Současná podoba zámku pochází až z doby nástupnických rodů, v zámeckém parku byla v 19. století postavena rodová hrobka The Grey Mausoleum, do níž byly uloženy ostatky Greyů od 16. století. 

### Hrabata ze Stamfordu

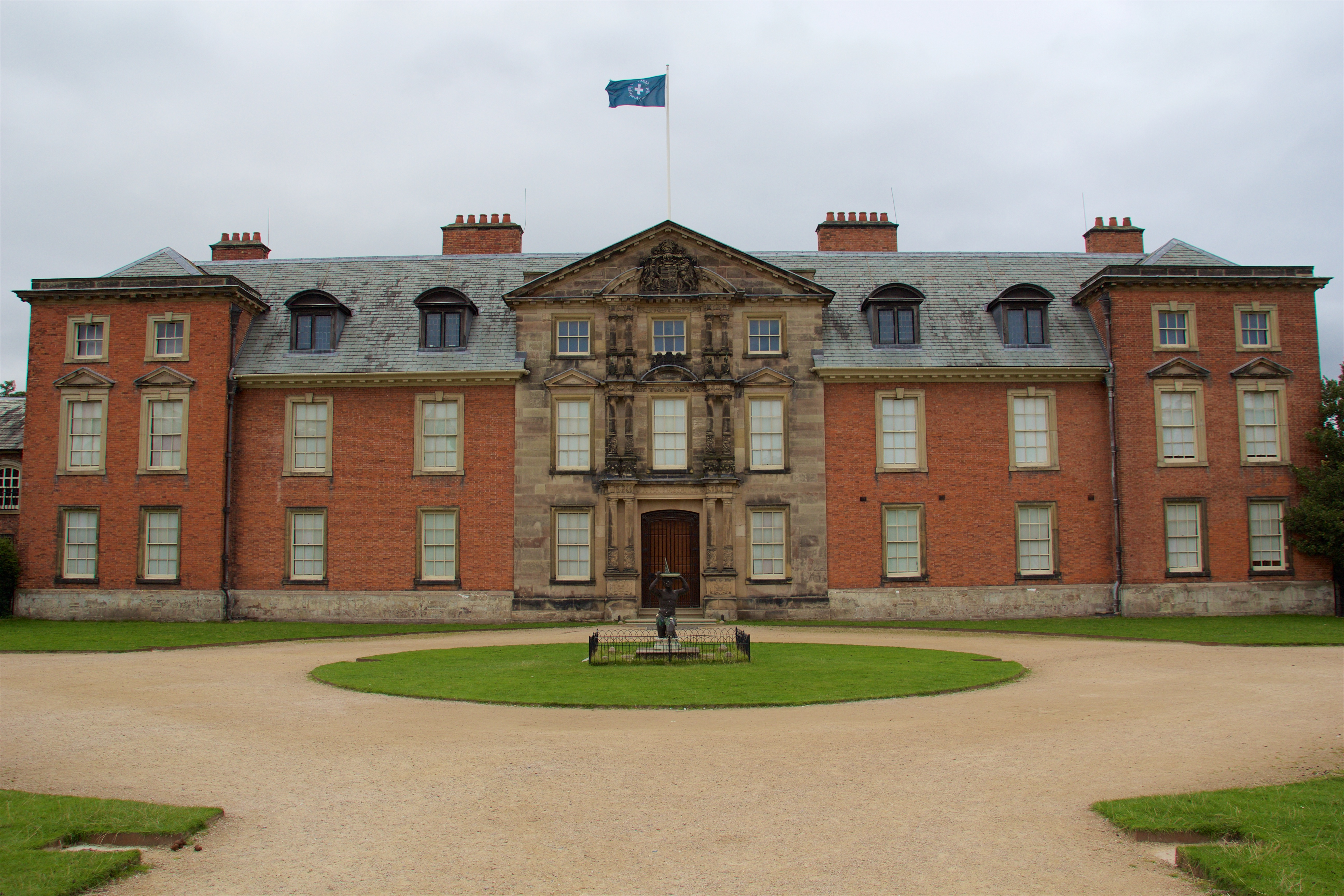
Zámek Dunham Massey Hall (Cheshire), sídlo hrabat ze Stamfordu

Panství Stamford v hrabství Lincolnshire bylo majetkem rodu Cecilů v linii hrabat z Exeteru a sňatkem přešlo v 17. století na Henryho Greye, 2. barona Greye z Groby (1599–1673). Ten následně získal od Karla I. titul hraběte ze Stamfordu (1628), na počátku občanské války ale patřil ke královým odpůrcům. Jeho předčasně zemřelý syn Thomas Grey, baron Groby (1623–1657), byl vlivným parlamentním politikem a podepsal rozsudek smrti nad Karlem I. (1649). Odpor proti královskému absolutismu provázel i další generace a Thomas Grey, 2. hrabě ze Stamfordu (1654–1720), byl jako přední stoupenec whigů dvakrát ministrem obchodu. 
George Harry Grey, 5. hrabě ze Stamfordu (1737–1819), byl na základě příbuzenského vztahu s vymřelou rodinou Boothů povýšen na hraběte z Warringtonu a barona Delamere (1796). V jeho přímém potomstvu zanikly tyto tituly v roce 1883, na další vzdálené příbuzenstvo přešel jen původní titul hrabat ze Stamfordu. Posledním představitelem této větve byl Roger Grey, 10. hrabě ze Stamfordu (1896–1976), který byl aktivním účastníkem první světové války, později diplomatem a úředníkem na ministerstvu pro Indii. 
Původním sídlem rodu hrabat ze Stamfordu byl Bradgate House (Leicestershire) z původního majetku markýzů z Dorsetu. Zámek Bradgate House je dnes zříceninou, pozdějším sídlem hrabat ze Stamfordu byl zámek Dunham Massey Hall (Cheshire). Posledním sídlem před vymřením hrabat ze Stamfordu byl zámek Enville Hall v hrabství Staffordshire. 

### Hrabata Greyové

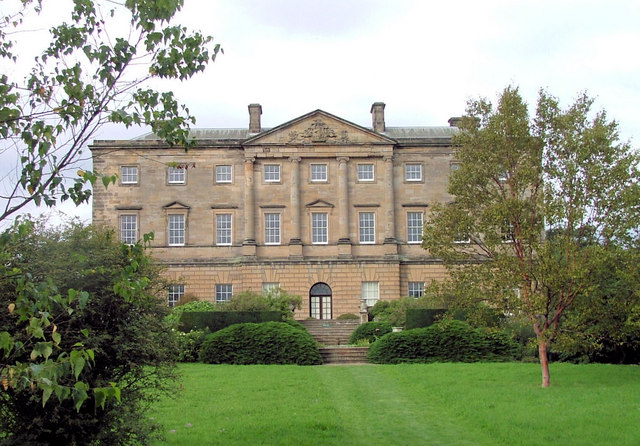
Zámek Howick Hall (Northumberland), hlavní sídlo hrabat Greyů

Nejmladší peerský titul v rodině Greyů je spojen přímo s rodovým jménem a získal jej v roce 1806 vojevůdce koloniálních válek, generál Charles Grey (1729–1807). V přímé linii pocházel od Richarda Greye připomínaného ve druhé polovině 12. století, v této větvi bylo od roku 1319 majetkem rodu panství Howick Hall v hrabství Northumberland. Zdejší zámek ve své současné podobě pochází z roku 1782. Syn prvního hraběte Charles Grey (1764–1845) byl britským premiérem (1830–1834) a politicky aktivní byly i další generace jeho potomků. Jeho syn Henry George Grey, 3. hrabě Grey (1802–1894), byl ministrem války a kolonií, v další generaci vynikl Albert Grey, 4. hrabě Grey (1851–1917), který byl generálním guvernérem v Kanadě. V přímé linii tato větev vymřela Charlesem Greyem, 5. hrabětem Greyem (1879–1963), po jehož smrti hraběcí titul přešel na vzdáleného bratrance Richarda Greye (1939–2013). Kmenové rodové panství Howick Hall ale v roce 1963 přešlo dědictvím na zetě 5. hraběte, Evelyna Baringa (1903–1973), bývalého generálního guvernéra v Keni, který zároveň získal titul barona z Howicku (1960). Současným představitelem této rodové linie je Philip Kent Grey, 7. hrabě Grey (* 1940), jeho dědicem je syn Alexander Grey, vikomt Howick (1968). 
V hrabství Northumberland se nacházelo další rodové sídlo Fallodon House, které zdědil mladší syn 1. hraběte, námořní kapitán Sir George Grey (1767–1828). Jeho syn Sir George Grey (1799–1882) byl třikrát britským ministrem vnitra, v další generaci vynikl Sir Edward Grey (1862–1933) jako dlouholetý britský ministr zahraničí (1905–1916). Ten získal titul vikomta, který však zanikl jeho úmrtím. Titul baroneta užívá jeho vzdálené příbuzenstvo dodnes. 

### Baroni z Walsinghamu
Baronát z Walsinghamu náleží linii Greyů označované od 14. století jako Grey de Wilton. William Grey de Wilton (1721–1781) zastával vysoké funkce v justiční správě a před odchodem z postu nejvyššího sudího pro věci trestní a civilní byl v roce 1780 povýšen na barona z Walsinghamu podle názvu vesnice poblíž rodového sídla v hrabství Norfolk. Williamův syn Thomas Grey de Wilton, 2. baron Walsingham (1748–1818), zastával několik úřadu ve vládě, nakonec byl generálním poštmistrem, v další generaci vynikl George Grey de Wilton, 3. baron Walsingham (1776–1831), který bojoval v napoleonských válkách a dosáhl hodnosti generála. Současným představitelem této linie je John Grey de Wilton, 9. baron Walsingham (* 1925). Rodovým sídlem je zámek Merton Hall (Norfolk). Panství patří Greyům od 14. století, původní zámek zde byl postaven v roce 1613, současný dům z poloviny 19. století je jen torzem původního rozsáhlejšího sídla.

## Osobnosti

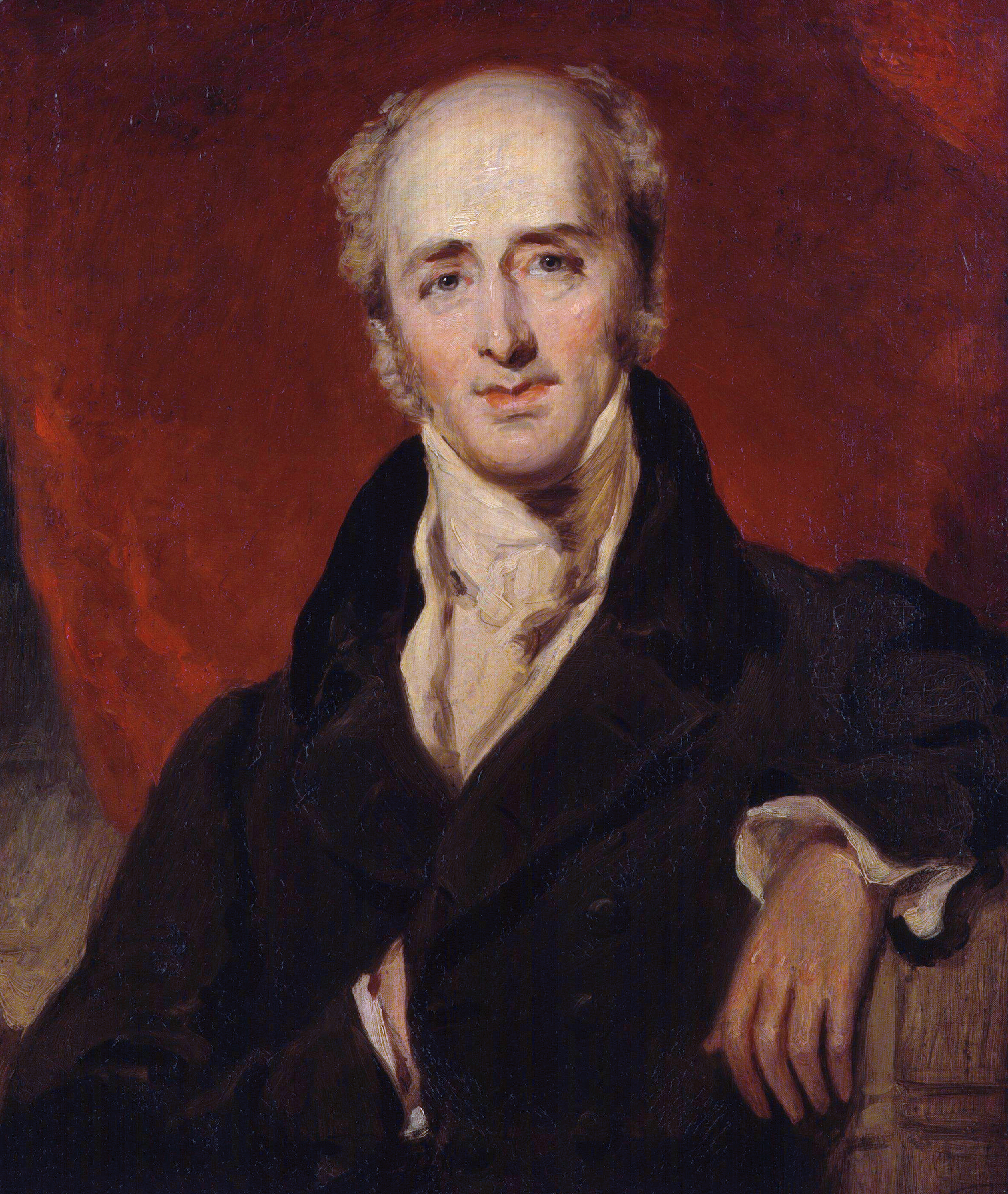
Charles Grey, 2. hrabě Grey (1764–1845), britský premiér 1830–1834

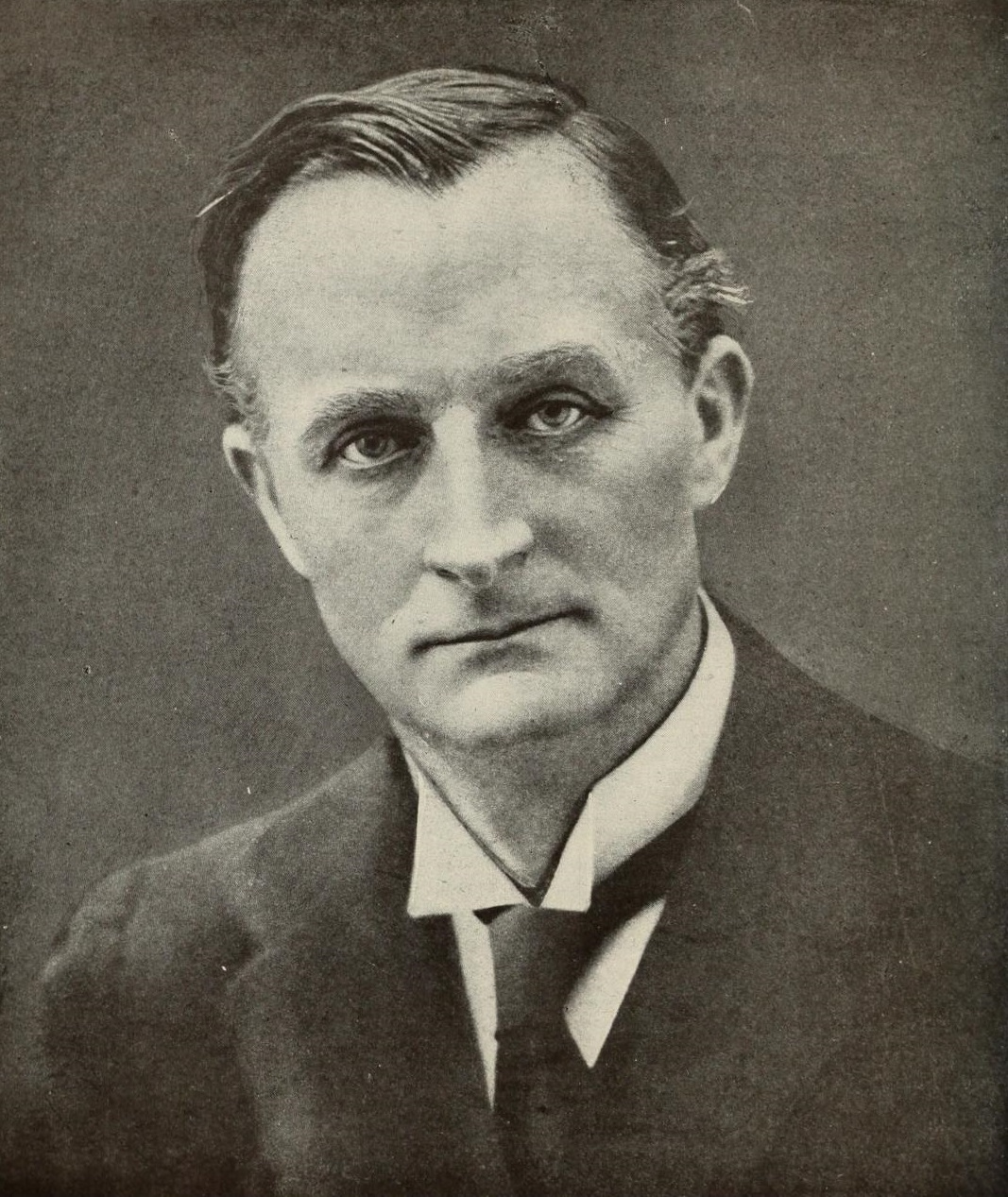
Sir Edward Grey (1862–1933), britský ministr zahraničí 1905–1916

- Edmund Grey, 1. hrabě z Kentu (1416–1490), první lord pokladu, hrabě z Kentu 1465
- Thomas Grey, 2. markýz z Dorsetu (1477–1530), diplomat, vojevůdce, rytíř Podvazkového řádu
- Leonard Grey, 1. vikomt Graney (1482–1541), vojevůdce, místokrál v Irsku, popraven
- Henry Grey, 1. vévoda ze Suffolku (1517–1554), dvořan, vojevůdce, rytíř Podvazkového řádu, vévoda ze Suffolku 1551, popraven
- Jane Grey (1537–1554), anglická královna 1553, popravena
- Arthur Grey, 14. baron Grey de Wilton (1536–1593), místokrál v Irsku, rytíř Podvazkového řádu
- William Grey, 1. baron Grey (1594–1674), politik, lord kancléř vévodství lancasterského, baron Grey z Werke 1624
- Thomas Grey, baron Grey de Groby (1623–1657), politik, vojevůdce parlamentní armády, člen státní rady
- Anchitell Grey (1624–1702), poslanec Dolní sněmovny
- Thomas Grey, 2. hrabě ze Stamfordu (1654–1720), ministr obchodu
- Ford Grey, 1. hrabě z Tankerville (1655–1701), první lord pokladu
- Ralph Grey, 4. baron Grey (1661–1706), poslanec Dolní sněmovny, guvernér na Barbadosu
- Henry Grey, 1. vévoda z Kentu (1671–1740), nejvyšší komoří, nejvyšší hofmistr, vévoda z Kentu 1710
- William Grey, 1. baron Walsingham (1721–1781), lord nejvyšší sudí, baron Walsingham 1780
- Charles Grey, 1. hrabě Grey (1729–1807), generál, hrabě Grey 1806
- Thomas Grey, 2. baron Walsingham (1748–1818), generální poštmistr
- Charles Grey, 2. hrabě Grey (1764–1845), britský premiér 1830–1834
- George Grey, 3. baron Walsingham (1776–1831), generál
- Sir Charles Grey (1785–1865), poslanec Dolní sněmovny, guvernér na Barbadosu a Jamajce
- Sir George Grey (1799–1882), ministr vnitra, ministr kolonií
- Henry George Grey, 3. hrabě Grey (1802–1894), ministr války a kolonií, rytíř Podvazkového řádu
- Charles Grey (1804–1870), generál, poslanec Dolní sněmovny, tajemník královny Viktorie
- Sir Frederick Grey (1805–1878), admirál, první námořní lord
- Sir George Grey (1812–1898), generální guvernér na Novém Zélandu
- Albert Grey, 4. hrabě Grey (1851–1917), generální guvernér v Kanadě
- Edward Grey, 1. vikomt Grey (1862–1933), mninistr zahraničí, vikomt Grey 1916